# ティファニーで子育てを
『ティファニーで子育てを』（The Nanny Diaries）は、エマ・マクローリンとニコラ・クラウスによる2002年発刊のアメリカ合衆国の小説。日本語版は2003年2月8日に文藝春秋より発行された。

## 内容
子守（Nanny/ナニー）のアルバイトをする大学生のナンを通して、マンハッタンに住む上流家庭の人々の子育てを描いた作品である。主な登場人物として、ナンの雇い人のミセスX、その夫のミスターX、子守の対象となる4歳児のグレイヤーX。

## 映画化
シャリ・スプリンガー・バーマン&ロバート・プルチーニの監督コンビによって映画化（邦題『私がクマにキレた理由』）もされ、2007年にアメリカで公開された。主人公にスカーレット・ヨハンソン、ミセスXにローラ・リニー、ミスターXにポール・ジアマッティ、他クリス・エヴァンス、アリシア・キーズなどが出演している。